# Торикаи, Юкихиро
Юкихиро Торикаи (яп. 鳥飼 行博 Torikai Yukihiro, родился в Мито, Япония, 1959) — японский экономист, профессор экономики Токайского университета.

## Биография
Родился в 1959 году в японской префектуре Ибараки, город Мито.
В 1983 году закончил бакалавром экономики экономический факультет университета Тюо в Токио,
в 1986 году закончил магистром экономики экономический факультет Токийского университета, и там же получил
в 1988 году получил докторскую степень, обучаясь в Высшей школе экономики Токийского университета.
Преподавательскую деятельность начал в качестве специального научного сотрудника в Японском обществе содействия развитию науки в Токийском университете (1989—1990), после продолжил преподавать в Школе гуманитарных наук и культуры Токайского университета (1990—1996).
Затем с 1996 года как доцент, а с 2010 года по настоящее время — профессор института гуманитарных наук и культуры Токайского университета.
Параллельно читал лекции в качестве приглашенного научного сотрудника отдела аграрного делового администрирования факультета технологии сельского хозяйства Технологического института Ладкрабанг имени короля Монгкута (Бангкок, Таиланд) в период 1998—1999 гг..

## Основные идеи
Торикаи в своих работах указывал, что неэффективное управление отходами (недостаточное финансирование) в условиях растущего потребления приводит к снижению качества жизни (при росте дохода на душу населения) из-за проблем с санитарией и удовлетворительного размещения мусора.
Когда большинство жителей вовлечены в переработку, в создании замкнутого цикла потребления, утилизации отходов, то возникает увеличение себестоимости продукции, отсюда снижение спроса на продукцию, и как выход — начинается экспорт мусора с территорий развитых стран в развивающиеся.